# شینه (زاکسن-آنهالت)
شینه (به آلمانی: Schinne) یک منطقهٔ مسکونی در آلمان است که در بیسمارک (آلتمارک) واقع شده‌است. شینه ۴۵۱ نفر جمعیت دارد.